# Insulindeweg
De Insulindeweg in Amsterdam-Oost kreeg zijn naam in 1923 en werd vernoemd naar de Insulinde, de naam die Multatuli had gegeven aan het toenmalige Nederlands Oost-Indië, afgeleid van het Latijnse 'insula' = eiland. De naam verwijst naar de door Multatuli in de Max Havelaar gebruikte benaming voor Oost-Indië (het tegenwoordige Indonesië): Insulinde. De eilanden van dit Insulinde zijn de naamgevers van de straten in de Indische Buurt.
Oorspronkelijk begon de Insulindeweg bij de Celebesstraat bij de toenmalige nog laaggelegen spoorbaan maar sinds 1939 vanaf het spoorwegviaduct van het Muiderpoortstation tot aan de Flevoweg bij de Kramatweg. De straat vormt de belangrijkste oost-west lopende hoofdstraat in de Indische Buurt. Oorspronkelijk kende de straat een breed middenplantsoen net als de Amstellaan en Noorder Amstellaan.  
Door stadsvernieuwing is een groot deel van de oorspronkelijke bebouwing uit de jaren twintig in de jaren tachtig vervangen door nieuwbouw. Een van de markantste gebouwen de 'Billen van Wijdeveld', een voorbeeld van de Amsterdamse School-stijl. Het is in 1991 gesloopt vanwege mankementen aan de paalfundering. Het werd vervangen door nieuwbouw in dezelfde stijl, dat bekend staat als 'De Smaragd'. Het was in de 21e eeuw het laatste blok oudbouw dat werd vervangen.

## Openbaar vervoer
In 1939 verschenen de eerste trams in de straat, toen lijn 6 vanaf het Oosterpark via de Wijttenbachstraat werd verlengd naar het nieuwe Muiderpoortstation, naar de lus Toministraat - Celebesstraat. Tussen 1940 en 1955 reed lijn 11 door de straat vanaf het Muiderpoortstation tot aan de lus bij de Soembawastraat. Vanaf 1945 nam lijn 3 de plaats in van lijn 6 (lus Toministraat - Celebesstraat).
In 1980 werd de 25 jaar eerder opgebroken trambaan over de Insulindeweg herlegd en vanaf de Soembawastraat doorgetrokken tot aan het einde van de Flevoweg en ging lijn 3 doorrijden naar het Flevopark. Ook lijn 10 ging vanaf de Molukkenstraat via de Insulindeweg naar het Flevopark. In 1986 gingen lijn 6 en 10 elk in tegengestelde richting over de weg rijden. In 1989 werd lijn 3 vervangen door lijn 14 en had lijn 3 weer zijn eindpunt bij het Muiderpoortstation. In 1998 werd lijn 6 vervangen door lijn 7 en in 2004 verdween lijn 10 uit de straat. Op 22 juli 2018 werd lijn 7 vervangen door lijn 3 net als van 1980-1989. Ook bus 37 rijdt over de hele lengte van de straat. Sinds 8 december 2023 rijdt lijn 14 alleen stadinwaarts door de straat. 

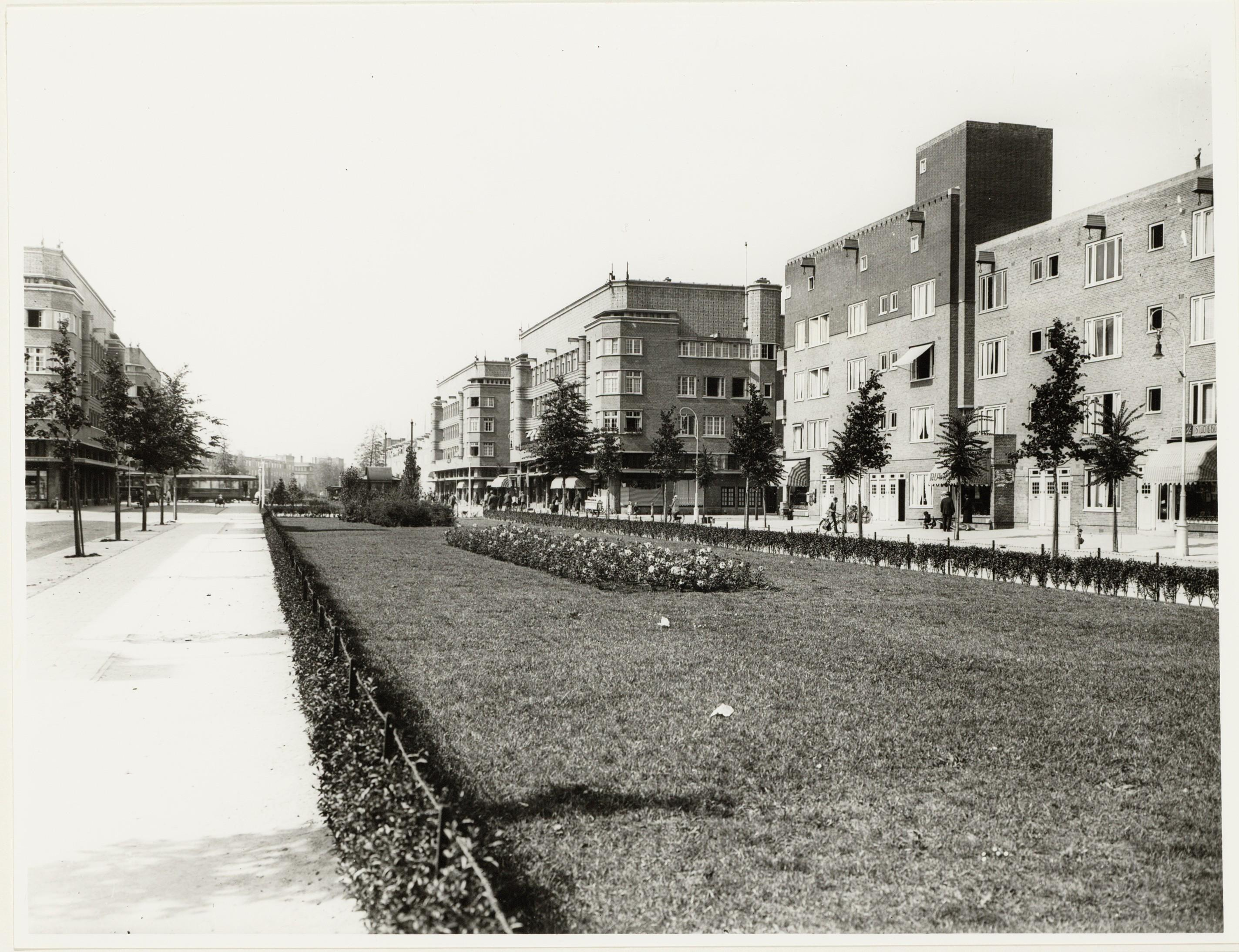
Insulindeweg 1935 met middenplantsoen
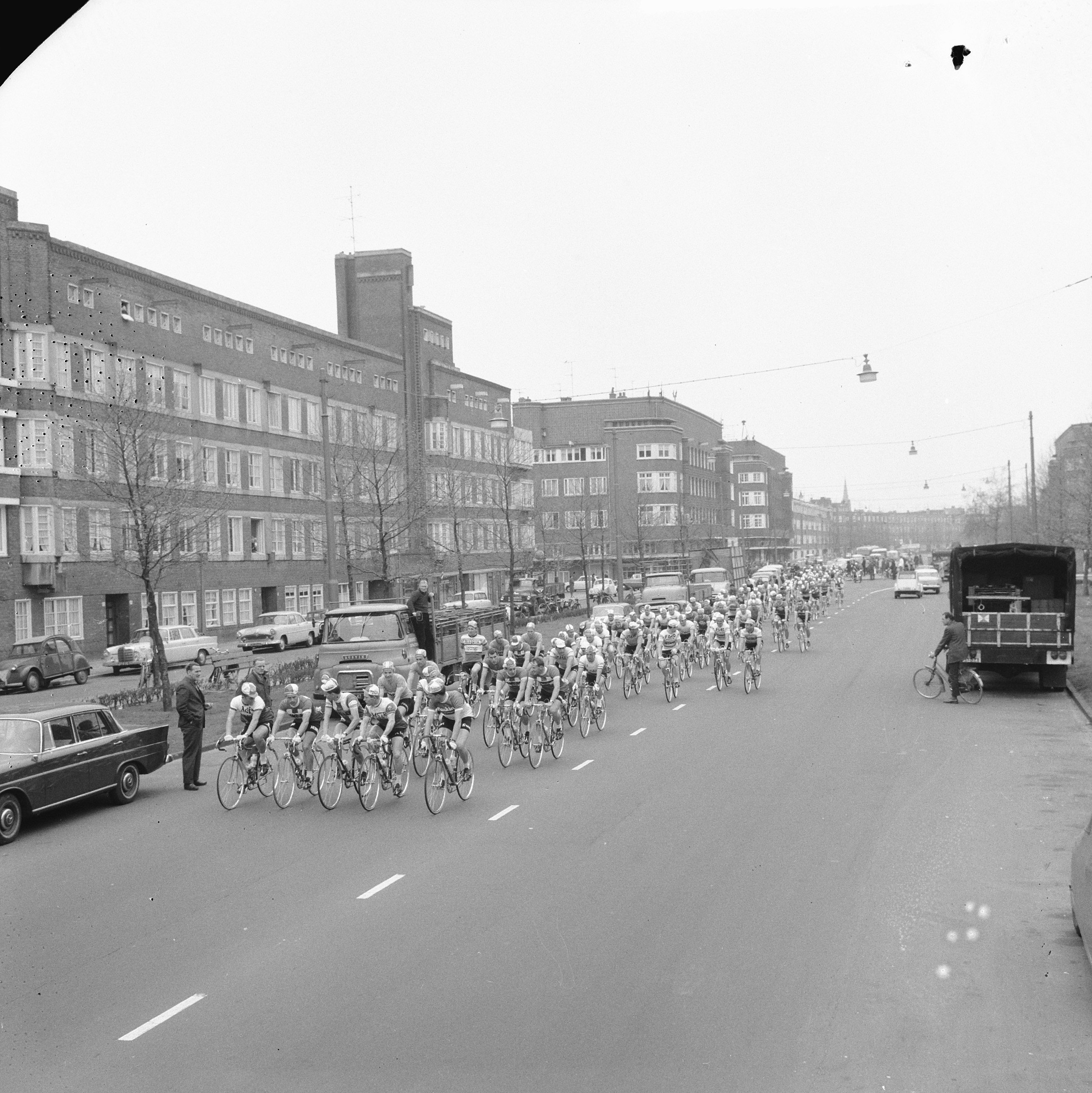
Insulindeweg 1965, middenplantsoen is verdwenen
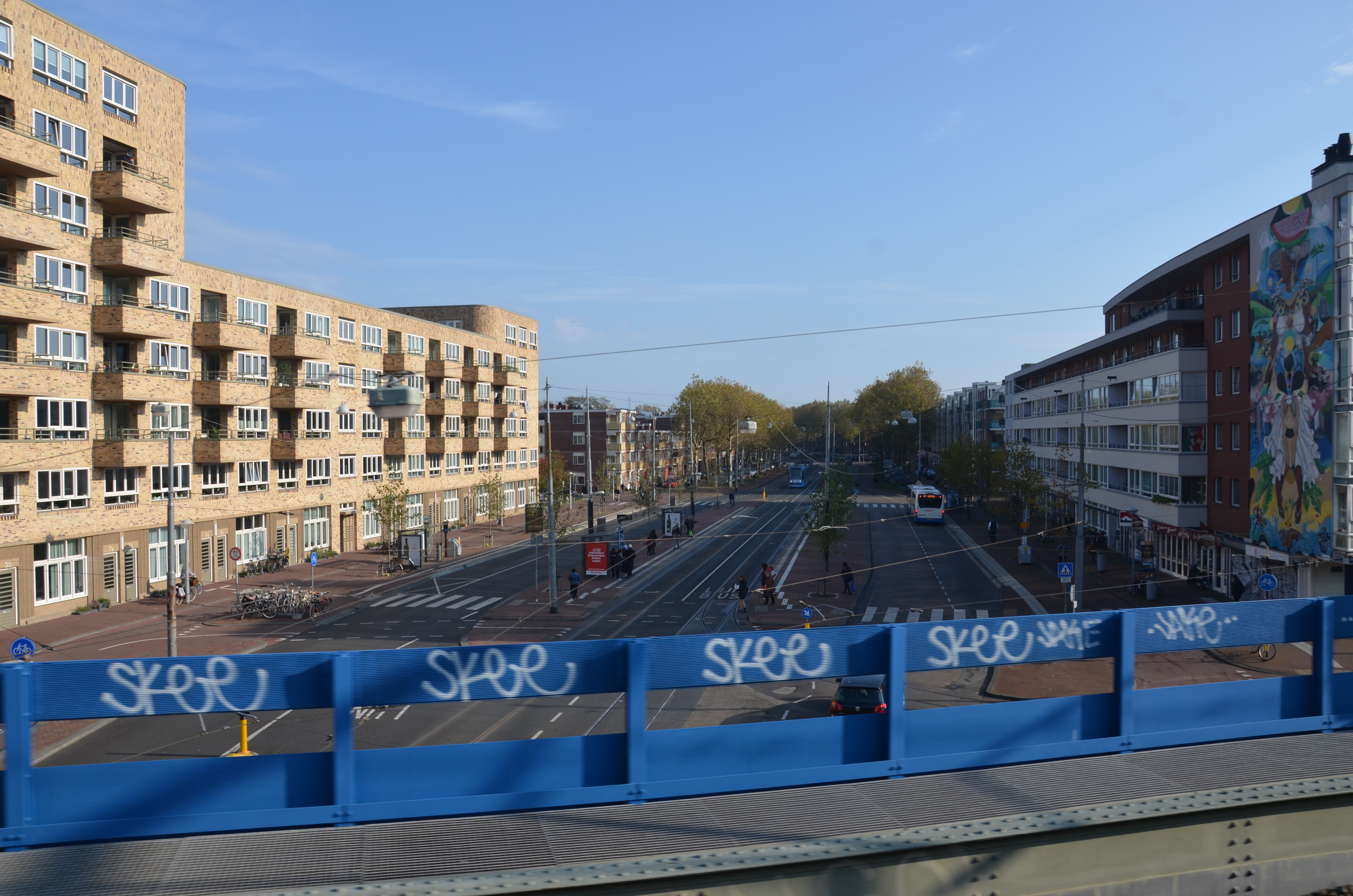
Insulindeweg in 2017 gezien vanaf spoorviaduct